# 角館のお祭り

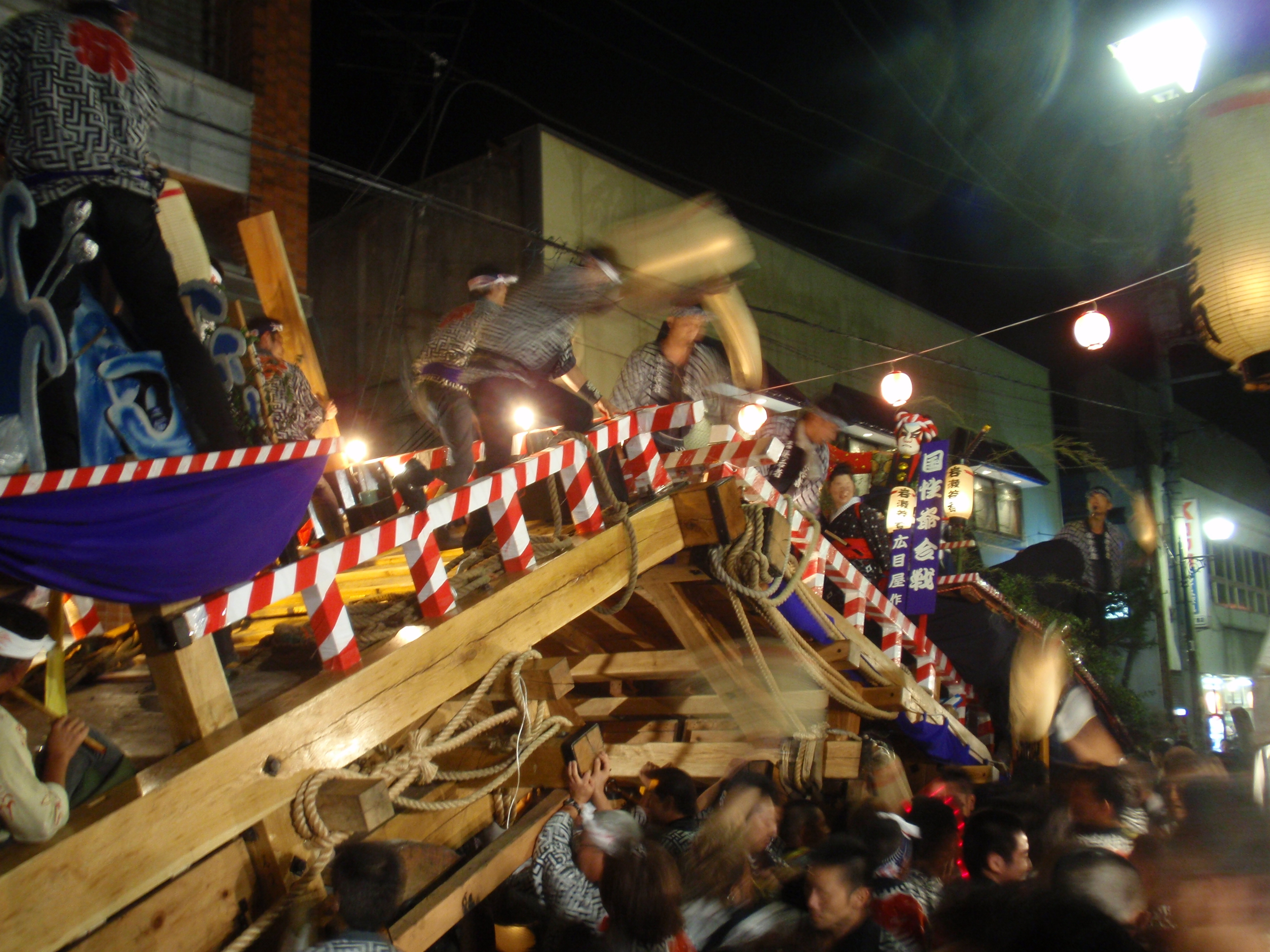
曳山ぶつけ

角館のお祭り（かくのだてのおまつり）は、秋田県仙北市の角館地域の鎮守である神明社と成就院薬師堂の祭で、毎年9月7日～9月9日に行われる。「角館祭りのやま行事」として重要無形民俗文化財に指定されている。囃子の名称である飾山囃子（おやまばやし）を祭り全体の名称として使う事もある。
旧角館町は、佐竹北家の城下町として発展をみた町で、武家の居住する内町と町人の住む外町に分かれていた。祭りは外町を中心に行われ、『佐竹北家日記』元禄7年（1694年）に鹿島祭りとして初見されるが、神仏分離令などの影響を受け、明治初期以降紆余曲折を経て、現在では7日に神明社の宵祭り、8日に神明社の本祭りと薬師堂の宵祭り、9日に薬師堂の本祭りが行われている。
角館のお祭りの山には置山と曳山があり、置山は神明社鳥居前と薬師堂前、立町の十字路などに置かれている。
曳山は毎年組み立てられるもので、かつての丁内を単位に運行され、以前は無事に自らの丁内に戻ることを評価したという。参拝や上覧に向かうのが上り山（のぼりやま）、それらの目的を終えた曳山が下り山（くだりやま）とされる。
丁内や曳山は独自にその文化を継承しているため、各丁内の考え方によって同じ物事も違う意見を持っている。

## 丁内
祭典の三日間、各丁内には張番と呼ばれる管理部署が置かれ、常に数人が詰めている。
現在の町内ではなく、かつての丁内の境界で区分され、かつての丁内名で呼ばれる。現在の丁内名、境界と必ずしも一致するわけではない。
境界は角館町共通の地図などがあるわけではなく、各丁内で伝承されている。
以下順不同：
谷地町、山根町、旭会、横町東部、横町西部、東部上新町、上新町、岩瀬町、栄丁、下新町、下岩瀬町、岩瀬上丁、岩瀬本丁、岩瀬中丁、岩瀬浜丁、岩瀬玉川丁、駅前、駅通り、菅沢、中町、下中町、七日町、西勝楽町、大横丁、西勝楽町二区、北部、南校通り、桜美町、西野川原、大塚、小勝田新町、東部、岩瀬下タ野丁、川原町丁内、岩瀬勝楽丁、小館

### 張番
張番は各丁内を管轄する存在であり、その管轄している丁内においては必ず張番の指示に従わなければならない。
張番は角館の祭典において最高権力を有している。各張番には年番長と呼ばれる張番運営の責任者がいる。
曳山が丁内で何かをする場合、張番の許可が要る。例えば曳山がどこかの丁内に入りたい場合、張番の許可が必要である。
また、曳山同士が向かい合い、状況妥結が難しくなった場合などは調停に赴くこともある。
張番の仕事は多岐にわたるが、権力を有する分だけその責任もまた大きいため、年番町は曳山の責任者を経験したり、長く祭典に携わっている経験豊富な人が選ばれることが多い。

## 曳山
曳山は角館の祭典初期から存在する九つの丁内(旧九丁内)と、比較的歴史が浅いそのほかの丁内がある。
また、かつては曳山は丁内の所有であったが、現在では中央通りと本町通りの曳山のみが丁内山であり、他の曳山はその丁内若者有志の管理となる。
かつては存在したが今は合併し無くなってしまった曳山もあるが、比較的大きな丁内が分裂して二つの曳山になることもあった。

### 構造
木材（主にナラ）で組まれ、各所はボルトで締結されている。電線が通る明治期以前は、現在の置山のように大きなものであった。また、曳山はもともと今のように引きまわすものではなく、担ぎ山であった。そのため、今でも前後左右のもっとも太い木は「担木(たんぎ)」と呼ばれている。現在では4つの車が付いている。また、昔は縄で組まれていたが現在では金具が使われている。前担木（まえたぎ）、横担木（よこたぎ）、後担木（うしろたぎ）、欄干（らんかん）、人形、もっこ、車（くるま）、引き手用ロープなどから構成される。総重量はおよそ3tとなる。
人形前人形は「水屋（みんじゃ）」と呼ばれる少し斜めになった部分に乗っている。人形は前方に一体から三体乗せる。前に配置される武者人形は見どころの一つであり、毎年、歌舞伎の場面や、歴史上の人物を用いた場面が用いられる。
後ろ人形曳山の後ろには2～5個の酒樽か人形が乗せられている。この人形は特に「送り人形」・「送りっこ」などと呼ばれ、滑稽な人形が多い。かつて地元の高校が夏の甲子園秋田予選決勝に進出したときは立派な球児がお目見えしたこともあった。
もっこ人形の後ろ側に標山が載っている。黒木綿で作られたその部分を「もっこ」という。
欄干舞台の周りを囲っている。欄干には紅白が巻かれている。昔は木を朱色や白く塗ったものであった。
舞台曳山の前部は小さいながら舞台になっており、踊り手がそこで手踊りを披露する。また、先導が曳山を移動させる時にもそこに乗る。
後部後部にも小さいながら舞台のような感じになっているが、ここには酒やそのほか曳山で使用する道具などが乗せられている。しかし、もっぱら乗っているのは次世代を担う小若たちである。小若の特等席であるともいえる。

### 役職

#### 責任者
曳山を統括し、その曳山を運営する上での最高責任者。紅白の襷をかけ、各丁内に3～5名いる。その中に正責任者と副責任者がおり、曳山の運営を任される。
曳山の全責任を負い、運行上すべての決定をし、指示をする。3~5名程度で組織されうち1名が正責任者として最高権限をもつ。

#### 交渉員
黄色の襷
交渉員は、いわゆる外交員のことである。後述する「交渉」は交渉員と責任者のみが行える。
責任者より指示を受け張番や相手の曳山との交渉を行います。交渉ではしきたりや礼儀が重んじられ独特の言い回しもあるため、若いときから多くの知識を学んでいます。責任者への登竜門ともいえる。

#### 先導
曳山を動かす先導の役割を担う。曳山の前部にある舞台の上で笛と自らの声で若者を統率し、曳山を動かす。
最も目立ち、もっとも粋に見えるため先導を志す若者は多い。先導は正に花形である。
少年係
赤の襷
未来を担う子どもたちの面倒を見る。家族が近くにいなくてもベテランと若者で構成していることが多い。
安全委員
緑の襷
運行中の安全を確保するため常に気配りをしている。責任者経験者などベテランも多く様々なことを予測し安全運行を努める役割。

## 交渉
曳山と曳山が向かい合うと、交渉員と呼ばれる黄色の襷をかけた若者によって「交渉」と呼ばれる話し合いが行われる。交渉では各々の曳山の現状確認や、道の優先権を主張しあうが、原則として上り山に通行の優先権がある。交渉は原則二名にて行われ、そこで話し合われたことが曳山の意向となる。
また、丁内を賑やかしている曳山が各家々に手踊りを披露する際も、交渉員が始めにその家を訪ね、曳山の意向を伝える。
基本的に曳山の意向は交渉員を通して伝えられる。

## 曳山ぶつけ
曳山同士が交渉を重ねても、双方が下り曳山の場合などはお互いに通行権を主張し、話が折り合わないことがある。そうなった場合、交渉は決裂し、激突(山ぶつけ)に及ぶこともあり、さらにそれが時として深夜にまで及ぶこともある。
曳山ぶつけは上になったほうが勝利などというものでは無く、交渉によって決着する。交渉によって解体され、状況が打開される。その後は各々の目的に向かってさらに曳山を運行する。
曳山が交差などする際、誤って相手の曳山にぶつけてしまった時などは問答無用で曳山ぶつけに突入する事もある。
曳山ぶつけは激しく情熱的であるが、祭典の中の一場面にすぎない。

### 観光用激突
例年祭典中日(8日)に主に観光客の観覧を目的とした観光用激突が行なわれる。
これは、時間と場所、組み合わせをあらかじめ設定・表明して行われる激突である。八百長などと呼ばれることもある。
目的は観覧であるため、勝負ではない。
時間を設定しているが、運行の具合によって若干の遅れが生じることもある。極めて稀ではあるが、中止されることもある。

## 飾山囃子
飾山囃子、お山囃子、お山ばやしなど様々な表記がある。
楽器は、篠笛（獅子田製七穴五号調子または七穴六笨調子が通例）、大太鼓、小太鼓、鼓、摺り鉦、三味線の構成からなり、奏者は一人ずつである。祭りの際は山車の内部に楽器と奏者を載せ奏者は乗って演奏するかたちになる。
基本的に、曳山運行中は囃子が途絶えることがない。
囃子を演奏していない曳山は死曳山(しにやま)とみなされ、曳山としての機能を失う。（ただ、休憩中など一部の場合は除く。）
曳山にとって囃子は極めて重要な役割であり、囃子が演奏されない限り曳山を運行することはできない。
飾山囃子にも多くの流派があり、各囃子方によって曲の節々(例えば、太鼓を叩くタイミングや打ち方)が微妙に異なっている。
各丁内の曳山にはそれぞれ違った囃子方がのっている。乗り込む人数などに関しては特に決まっておらず、何人のっても良いが、曳山の構造上大人7人～8人が限界と思われる。
寄せ囃子(寄せ太鼓)曳山出発のための人集めの際に演奏。
上り山囃子曳山の目的に向かう際に演奏。
道中囃子(下り山囃子)目的を終えた曳山が演奏する。
下り藤目的を終えてから方向転換するまでの間演奏される。元々は辻を曲がる時も使われていた。
荷方囃子丁内を練り歩く際に演奏される。
神楽囃子激突中に囃されるが、従来は道中を早いテンポで演奏していた。激突中の囃子が変わったのは最近のことである。バカ囃子などと呼ばれることもある。
囃子の曲それぞれに意味があり、どの囃子を演奏しているかがその曳山の状態を表している。

## 踊り手
曳山には必ず数人の踊り手が乗っている。小さな子は2歳ぐらいから、大人になってもおおよそ40代前半である。
一年を通して稽古に励み、曳山に乗るまでには相当な努力が要る。
祭典では必ず二人一組で踊るが、息のあった踊り手は横から見ると一人で踊っているように見える。二人が重なって見えるためである。
激しいとされる祭典に「静」の美しさを添えている存在である。

### 服装
踊り手は「紋付」・「かすり」と呼ばれる二種類の服装をしている。
紋付の色は「紫」が本来の色である。
紫は古来より最も格式が高い色とされ（その起源は、冠位十二階までさかのぼる）、角館のお祭りにおいても城主への奉納の舞などの場においては、必ず紫の着物を身に着け、踊ることが伝統であった。

### 手踊り
- 拳囃子(奉納の舞)
- 二本竹(奉納の舞)
- 秋田おばこ
- 秋田甚句
- おやまこ
- おいとこ

## 状態
曳山はそれぞれ、必ずなんらかの状態に属してる。曳山の状態が交渉に大きく影響する。
大きく二つに分類すると上り山・下り山である。
各丁内、各個人で考えかたが違うため、全ての場面にあてはまる規則はないが、一般に上り山には道を通行するにあたり、優先権があるとされる。

### 上り山
目的に向かって運行している状態の曳山。
上り囃子を演奏している。

### 下り山
目的を終えた曳山。
道中囃子などを演奏している。

### 張番
張番とは祭典中、町内としての祭典行事を司るところで祭典の進行の権限と責任を持ち年番長が責任者となる。町内は現在は30丁を超え、それぞれに張番が設けられる。
曳山が各町の「境界」に差しかかると「張番」に入丁許可を得る必要があり、許可されると「張番」に囃子と踊りを披露する。
多くの「張番」があるため曳山の曳き回しは町を一気に進むことはない。

## 日程
9月7日
- 神明社宵宮

9月8日
- 神明社本祭
- 佐竹北家上覧
- 薬師堂宵宮

9月9日
- 薬師堂本祭

曳き山の行動として、「七日は神明社参拝、八日に観光用激突」などある程度決まっているものもあるが、基本的には曳山の動きによって変化する。
したがって、どうなるかは予測できない。

## 曳山
- 岩瀬若者一同
- 駅通り若者
- 駅前若者
- 大塚若者
- 上新町若者
- 川原町若者
- 桜美町若者
- 下岩瀬町若者
- 菅沢丁内若者
- 西部若者
- 中央通り
- 東部若者
- 七日町丁内
- 西勝楽町若者
- 北部丁内若者
- 本町通り
- 山根谷地町旭会若者
- 横町若者

## 出来事

### 中止
2020年の角館祭りのやま行事（角館のお祭り）は新型コロナウイルスの感染防止のため中止となり、記録の残る1872年以降で初めての中止となった。神事などの開催については未定である。

### 事故
- 2015年（平成27年）9月9日、祭りの「“やまぶっつけ”」の最中、激突してきた曳山に挟まれ、参加していた男性が死亡する事故が発生した[2]。事故の状況について、「交渉が終わっていないのに、いきなりぶつかり合いが始まった」との証言があり[2]、また張番の指示に従わず山車が突進していったという証言[3]も確認された。別の参加者から「近年はぶつかる相手を探して追い掛ける悪質な山車もある」[3]という発言があり、祭りのしきたりを無視した参加者の行動が事故の原因となった事が指摘されている[3]。